# Hawker Siddeley Trident
Dimensions
Le Hawker-Siddeley Trident était un avion court/moyen-courrier triréacteur conçu par De Havilland dans les années 1950, et construit par Hawker-Siddeley dans les années 1960, après l'absorption de De Havilland par ce dernier groupe.
Conçu pour British European Airways (BEA), il ne fut vendu qu'en petites quantités aux autres compagnies, avec seulement 117 avions produits. Il s'agissait d'un avion de ligne important pour le trafic européen, mais ses coûts d'exploitation élevés le contraignirent à une courte durée de vie. Après la fusion de BEA et de la BOAC en British Airways, on remplaça la flotte des Trident par des Boeing 737 et des Boeing 757 au début des années 1980. Le Trident est cependant resté en service chez Air China jusqu'au milieu des années 1990.
Le Trident fut le premier avion de ligne commercial à approche et atterrissage entièrement automatiques.

## Conception et développement
En juillet 1956, BEA lança un appel d'offres pour nouveau moyen-courrier, afin de remplacer le Vickers Viscount à turbopropulseurs sur ses lignes européennes. Le nouvel appareil devait travailler de pair avec un modèle plus petit, pour de plus courtes distances, qui allait devenir le BAC 1-11. Plusieurs projets furent présentés, comme le Bristol Type 200, l'Avro 740, le Vickers VC11 et le De Havilland DH121. Ce dernier fut finalement choisi en 1958.
Le DH121 fut le premier avion tri-réacteur, une configuration que ses concepteurs avaient estimé comme étant un compromis idéal entre économie d'utilisation et sécurité au décollage en cas de panne moteur. Originellement, l'avion devait avoir une conception arrière similaire à celle de la Caravelle, avec un empennage en forme de croix. Le Trident de production adopta finalement un empennage en T. Avec ses moteurs regroupés à l'arrière, comme la Caravelle, les ailes étaient exemptes de moteurs, et ainsi permettaient une grande vitesse de croisière, plus de 970 km/h dans le projet. L'emplacement à l'arrière de l'avion permettait également de diminuer les dissymétries de poussée en cas de panne de l'un des moteurs.
Le DH121 devait être motorisé avec des réacteurs Rolls-Royce Medway de 61,34 kN de poussée unitaire. Sa masse devait être de 63 000 kg et son rayon d'action de 3 330 km ; il devait emporter 111 passagers en deux classes. À ce stade, BEA décida que 111 sièges était trop. Ils décidèrent donc de remanier le projet selon leurs besoins propres. Par conséquent, on réduisit la poussée avec des moteurs plus petits, des Rolls-Royce Spey 505 de 43,8 kN de poussée unitaire. L'avion eut ses caractéristiques revues à la baisse, puisque son poids passa à 48 000 kg, son rayon d'action à 1 500 km, et son nombre de sièges à 97. C'est à ce moment que l'on choisit un empennage en T et que l'on redessina le nez de l'appareil. BEA, satisfait du résultat, lança un concours pour nommer l'avion. C'est ainsi qu'un contrat de 24 exemplaires du Trident 1 fut signé le 12 août 1959.
Le Trident était alors le premier avion commercial équipé d'un enregistreur de vol. Ce dernier prenait en compte treize variables, converties en format numérique, et stockées sur une bande magnétique. Le système d'atterrissage automatique en aveugle (appelé Autoflare), fut développé par Hawker Siddeley et Smiths Aircraft Instruments. L'appareil avait également la particularité d'avoir un train d'atterrissage avant à rétraction latérale, et non longitudinale, ce qui reste un cas très rare dans l'aviation civile, même actuelle.

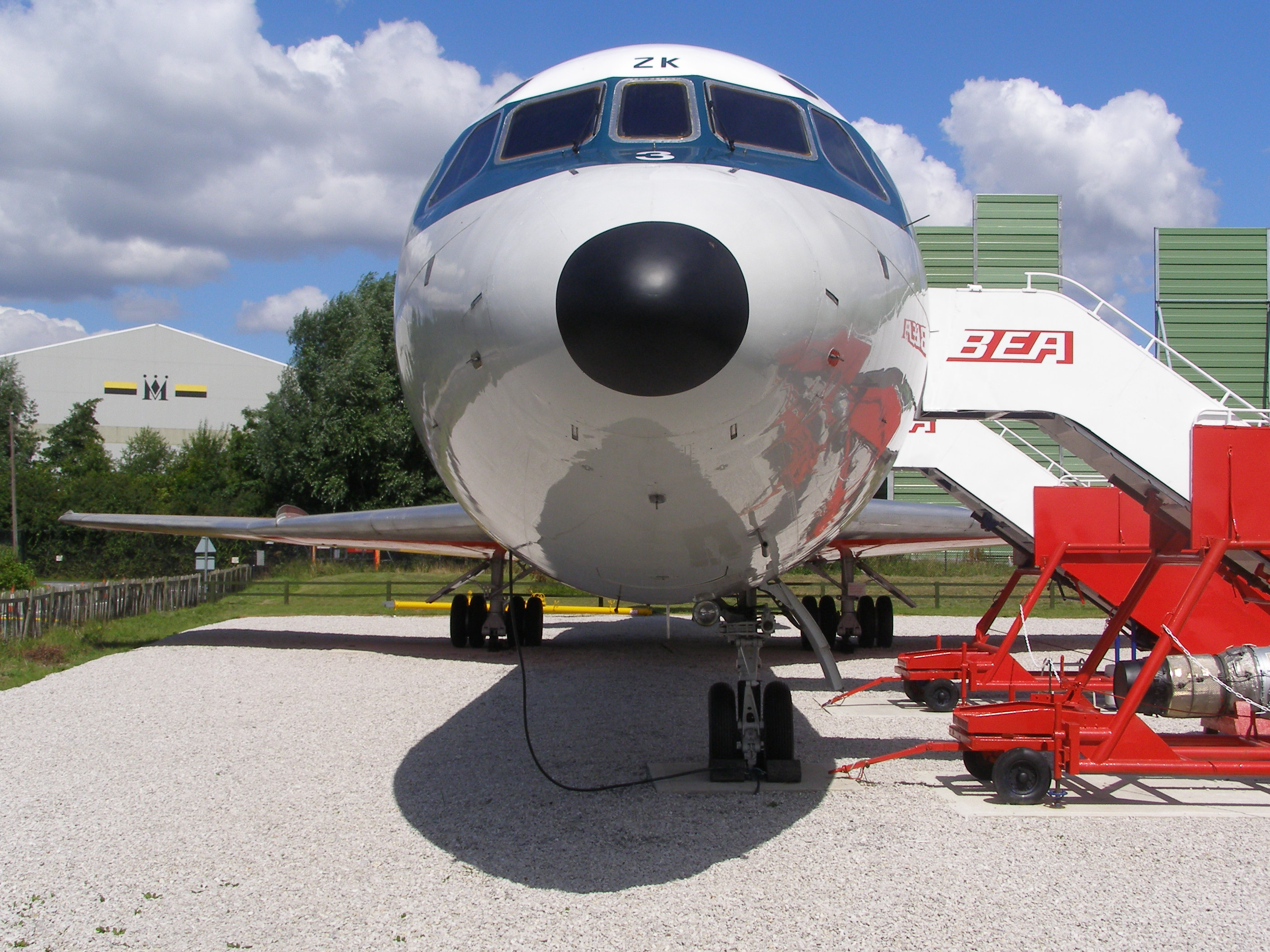
Un Trident G-AWZK, montrant le train d'atterrissage avant asymétrique.

## Historique d'exploitation

### Trident 1A et 1C
Hawker Siddeley Aviation, qui avait racheté De Havilland, se mit à la recherche de clients pour le Trident, et entama des discussions avec American Airlines en 1960. Et bien que la conception originale du DH121 aurait parfaitement rempli les exigences américaines, la compagnie demanda un avion avec un rayon d'action accru. On dessina alors le Trident 1A, motorisé par des Rolls-Royce Spey 510 de 47,6 kN de poussée, avec une aile plus grande (emportant plus de carburant), ce qui porta le poids brut de l'appareil à 54 000 kg et le rayon d'action à 2 900 km. Finalement, American Airlines refusa l'avion en faveur du Boeing 727, un avion qui remplissait presque exactement le cahier des charges initial du DH121. Certains de ces changements ont été cependant ajoutés au prototype original, qui fut rebaptisé rebaptisé Trident 1C. La principale différence résidait en un grand réservoir de carburant dans la section centrale de l'aile, ce qui portait le poids de l'appareil à 52 000 kg et le rayon d'action à 2 250 km.
Le premier Trident 1, immatriculé G-ARPA, effectua son premier vol le 9 janvier 1962, et entra en service le 1er avril 1964. En 1965, la flotte de BEA comptait 15 Trident, et en mars 1966, ce nombre était passé à 21. L'appareil effectua le premier atterrissage automatique aveugle par un avion de ligne civil par temps de brouillard le 4 novembre 1966. Cette capacité d'atterrir dans le brouillard lui donnait un atout considérable pour l'atterrissage à l'aéroport de Londres-Heathrow, souvent noyé dans la brume, ce qui causait bon nombre de retards et d'annulations.

### Trident 1E
Hawker-Siddeley proposa une amélioration du 1C, le Trident 1E. Il utilisait des réacteurs Rolls-Royce Spey 511 de 50,7 kN de poussée unitaire : cela amenait son poids brut à 58 000 kg. Sa surface alaire, par l'allongement de la corde, se voyait augmentée, et le nombre de sièges fut porté à près de 140, en adoptant une configuration à six sièges de front.
Le Trident a été l'un des plus rapides subsoniques commerciaux, volant à plus de 980 km/h en croisière. Par la conception, la vitesse de croisière devait être de Mach 0,88. Mais l'aile, conçue pour les grandes vitesses et pour l'économie d'énergie, augmentait considérablement la vitesse de décollage. L'avion fut surnommé « sol gripper » à cause de sa tendance à rester « collé » à la piste. Un petit nombre d'exemplaires fut vendu aux autres compagnies : quatre pour la PAO (vendus par la suite à l'Administration de l'aviation civile de Chine (CAAC)), trois pour Kuwait Airways et Iraqi Airways, deux pour Channel Airways et Northeast Airlines, et un pour Air Ceylan.

### Trident 2E
À ce moment, BEA décida que le Trident était maintenant trop petit pour subvenir aux besoins toujours plus grand en nombre de passagers. Une version à capacité d'emport plus élevée était nécessaire. Hawker-Siddeley répondit avec la version Trident 1F. Elle devait être équipée de moteurs Rolls-Royce Spey, avoir un fuselage étiré de 2,8 m, un poids brut de 60 000 kg et emporter jusqu'à 128 sièges. BEA prévit d'acheter 10 appareils, avec une option pour 14 supplémentaires. Les changements par rapport à la version 1E furent si importants qu'on décida de le rebaptiser Trident 2E, E signifiant « Extended Range » (autonomie étendue, en anglais). On l'équipa de réacteurs Rolls-Royce Spey 512 de 53,1 kN de poussée, de volets hypersustentateurs sur le bord d'attaque de l'aile. L'appareil avait un poids brut de 65 000 kg et un rayon d'action de 3 200 km.
BEA en acheta 15, deux furent achetés par Cyprus Airways et 33 par la CAAC, la compagnie aérienne nationale chinoise de l'époque. Le premier vol de cette version eut lieu le 27 juillet 1967, elle entra en service à la BEA en avril 1968. En 1968, le Trident était la figure de proue de la BEA, qui désirait cependant de plus gros appareils. Hawker-Siddeley lui présenta deux nouveaux projets de modèles en 1965, un de 158 places connu sous le nom de HS132, et un de 185 places, le HS134. Ces appareils, d'apparence très moderne, avaient leurs réacteurs en nacelle et s'approchaient de ce qui allait être le Boeing 757.
Les deux appareils devaient être motorisés par un réacteur de nouvelle conception, le Rolls-Royce RB.178. BEA opta alors pour des Boeing 727 et 737 pour remplir les rôles joués alors par les BAC 1-11 et les Trident. Ce choix d'achat d'appareils Boeing fut rejeté par le gouvernement britannique, alors propriétaire de la BEA.

### Trident 3B

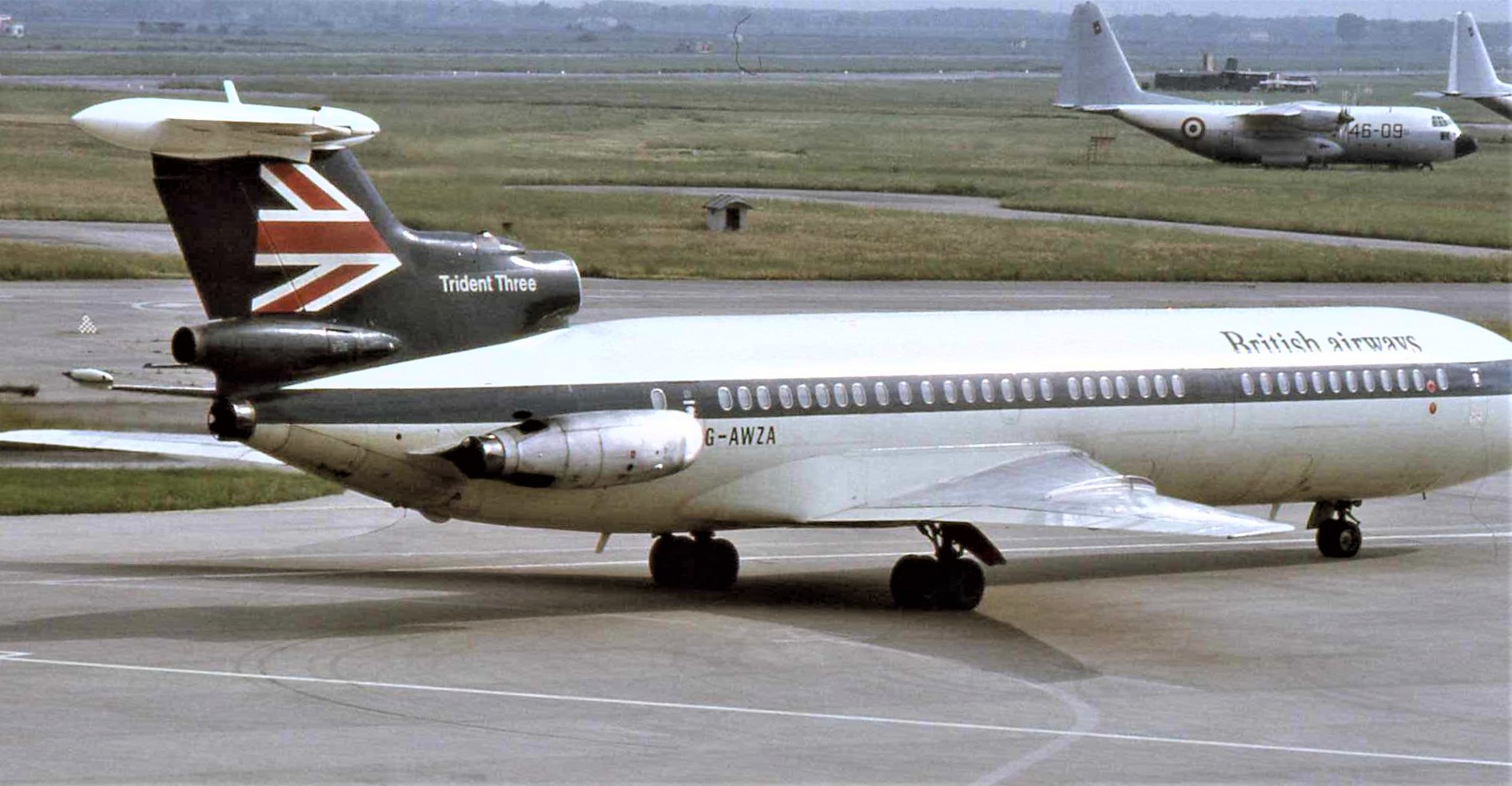
Vue de l'arrière de la version quadriréacteur du Trident.

BEA se tourna donc vers Hawker-Siddeley et choisit une version allongée du Trident, le HS121 ou Trident 3. Ce nouvel appareil eut un fuselage allongé de 5 m, pour un maximum de 180 passagers, un poids brut de 65 000 kg, et des modifications apportées à l'aile pour accroître sa corde. Les moteurs restèrent les mêmes, mais BEA rejeta cette conception, la jugeant incapable de satisfaire des conditions de sécurité suffisantes pour des décollages « hot and high », c'est-à-dire à haute altitude et à hautes températures ambiantes, là où la portance engendrée par l'air est fortement diminuée. La version 2E connaissait déjà des problèmes de ce type.
Comme le Rolls-Royce Spey 512 était le moteur le plus puissant, et le dernier de la série des Spey, il fut décidé d'installer un quatrième et nouveau moteur dans la queue, plus petit, le turboréacteur Rolls-Royce RB.162, alimenté par un système de valves mobiles. Le moteur, utilisé uniquement en cas de besoin, ajoutait 15 % de poussée en plus au décollage, en augmentant de seulement 5 % le poids de l'avion. BEA accepta cette configuration quelque peu étrange sur le Trident 3B, elle en commanda alors 26. Dans certaines configurations, l'avion avait un certain nombre de sièges qui se faisaient face, chose extrêmement rare dans l'aviation civile. Le premier vol de cette version eut lieu le 11 décembre 1969, et elle entra en service le 1er avril 1971.
Un ajout de réserves de carburant supplémentaires entraîna la conception de la version Super Trident 3B, qui fut vendue à deux exemplaires à la CAAC. Cette version voyait son rayon d'action porté à 4 300 km.

## Innovations technologiques
Outre leur outil d'approche et d'atterrissage automatiques, les Trident recelaient d'autres innovations avant-gardistes pour l'époque.
Un système d'inversion de la poussée en vol fut installé sur la version 3B de l'avion. Cette étrangeté aéronautique était limitée à deux « sous » moteurs. Le pilote pouvait ainsi inverser à pleine puissance la poussée de ces deux réacteurs avant le toucher des roues. Ce système s'est révélé très utile dans des situations de pistes détrempées ou glissantes, d'autant plus que le système de freinage des roues du train principal était presque insuffisant pour la masse de l'avion.
L'utilisation de l'inversion de poussée jusqu'à 10 000 tr/min a aussi été autorisée au-delà des phases d'atterrissage, essentiellement dans les situations de descente d'urgence. Prévue à des vitesses inférieures à 520 km/h, et combinée aux classiques aérofreins, elle produisait un phénoménal taux de descente d'urgence à la hauteur de 10 000 pieds/min, soit quasiment 3 300 m/min. Au vu de l'utilisation trop abusive de ce dispositif par les pilotes, le constructeur restreint rapidement son utilisation.
Une autre avancée majeure pour l'époque était une carte animée, donnant la position de l'avion sur un écran au centre du tableau de bord. Elle était constituée de deux stylets donnant les positions horizontale et verticale au vu des données récoltées par un capteur Doppler. Le rouleau de papier qui constituait le fond de l'écran défilait au vu de la vitesse de vol.

## Bilan général
Au total, seulement 117 Trident furent produits, alors que le Boeing 727, construit selon le même cahier des charges, se vendit à plus de 1 700 exemplaires. L'appareil fut néanmoins à l'origine de quelques catastrophes aériennes :
- Le 13 septembre 1971, un Trident 1E de l'Armée chinoise de libération du peuple s'écrasa en Mongolie, dans des circonstances mystérieuses lors d'une tentative de Lin Biao et de sa famille de s'échapper de Chine vers l'Union soviétique. Les services officiels chinois affirmèrent que l'avion se trouvait à court de carburant ;
- Le 18 juin 1972, un Trident 1 de la BEA, immatriculé G-ARPI, décrocha et s'écrasa à Staines, peu après son décollage de l'aéroport de Londres Heathrow, tuant les 118 personnes à bord. Ce fut, jusqu'à l'attentat sur le vol Pan Am au-dessus de Lockerbie en 1988, le pire accident aérien que le Royaume-Uni ait connu ;

- Le 10 septembre 1976, le Trident 3B de British Airways, immatriculé G-AWZT, entra en collision en plein vol avec un McDonnell Douglas DC-9 de l'Adria Airways immatriculé YU-AJR au-dessus de Zagreb ;

- Le 14 mars 1979, un Trident 2E de la CAAC, immatriculé B-274, s'écrasa sur une usine près de Pékin, tuant au moins 200 personnes. Selon une autre source, la cause de l'accident reviendrait au pilote et à son manque de qualification. Cette source mentionne au total le décès de l'ensemble des 12 membres d'équipage, de 32 personnes au sol, mais aucun des passagers ;
- Le 31 août 1988, le bord extérieur de l'aile droite d'un Trident 2B de la CAAC accrocha des feux d'approche de la piste 31 de l'aéroport de Hong Kong. Le train d'atterrissage principal droit heurta ensuite une bordure et se cassa, provoquant la sortie de piste de l'avion, et causant la mort de sept personnes.